# Empria parvula
Empria parvula är en stekelart som först beskrevs av Friedrich Wilhelm Konow 1892.  Empria parvula ingår i släktet Empria, och familjen bladsteklar. Det är osäkert om arten förekommer i Sverige.